# Неон-20
Неон-20 (нео́н два́дцать) — стабильный нуклид химического элемента неона с атомным номером 10 и массовым числом 20. Изотопная распространённость неона-20 в природе составляет 90,48 %, источник возникновения его на Земле до сих пор точно не установлен. Был открыт Ф. Астоном в 1919 году.

## Образование
Образуется в результате β−-распада нуклида 20F (период полураспада 11,163(8) с, выделяемая энергия 7024,53(8) кэВ) и β+-распада нуклида 20Na (период полураспада 447,9(23) мс, выделяемая энергия 13890(7) кэВ):
{\displaystyle \mathrm {^{20}_{9}F} \rightarrow \mathrm {^{20}_{10}Ne} +e^{-}+{\bar {\nu }}_{e};}
{\displaystyle \mathrm {^{20}_{11}Na} \rightarrow \mathrm {^{20}_{10}Ne} +e^{+}+{\nu }_{e}.}
Также неон-20 образуется при β+p-распаде нуклида 21Mg (вероятность такого распада составляет 32,6(10) %) и при β+2p-распаде нуклида 22Al (вероятность составляет 0,9(5) %):
{\displaystyle \mathrm {^{21}_{12}Mg} \rightarrow \mathrm {^{20}_{10}Ne} +p+e^{+}+{\nu }_{e};}
{\displaystyle \mathrm {^{22}_{13}Al} \rightarrow \mathrm {^{20}_{10}Ne} +2p+e^{+}+{\nu }_{e}.}
С очень малой вероятностью (коэффициент ветвления 8(4)⋅10−10%) образуется при кластерном распаде урана-235:
{\displaystyle \mathrm {^{235}_{92}U} \rightarrow \mathrm {^{215}_{82}Pb} +\mathrm {^{20}_{10}Ne} ;}